# Bernardo Gaitán Mahecha
Bernardo Gaitán Mahecha (Caparrapí, 17 de julio de 1924-Bogotá, 22 de marzo de 2018) fue un político, abogado, diplomático y docente colombiano. Fue alcalde de Bogotá entre 1976-1978.

## Biografía
Nació en Caparrapí, Cundinamarca. Desde su niñez se radicó en Bogotá, hizo su bachiller en el Colegio de San Bartolomé. Estudió derecho en la Pontificia Universidad Javeriana en 1950. En 1952 inició su labor docente en la Pontificia Universidad Javeriana. Se desempeñó como decano de la Facultad de Derecho en la Universidad Nacional de Colombia en 1957, y de 1969 a 1971, decano de la Facultad de Ciencias Económicas y Administrativas de la Pontificia Universidad Javeriana.
En al ámbito de la política se desempeñó en cargos como senador de la República entre 1966 y 1974, alcalde mayor de Bogotá entre 1976 y 1978 adelantando campañas de educación ciudadana. Fue candidato al Concejo de Bogotá, pero perdió su elección. Fue ministro de Justicia entre 1982 y 1983 en el gobierno de Belisario Betancur y embajador ante la Santa Sede entre 1986 y 1990 en el gobierno de Virgilio Barco, profesor titular y caballero de la Orden de la Pontifica Universidad Javeriana desde 1994 hasta su muerte, ascendido al grado de oficial en 2007, ha estado al frente de la cátedra de Derecho Penal General en su alma mater, donde recibió la distinción de profesor emérito y es conocido como «el Maestro».
Falleció en su residencia en Bogotá a los 93 años de edad tras de sufrir un infarto de miocardio.